# Карл Еренбольгер
Карл Еренбольгер (нім. Karl Ehrenbolger, 13 листопада 1899 — ?) — швейцарський футболіст, що грав на позиції нападника.
Виступав, зокрема, за клуби з Базеля «Нордштерн» і «Конкордію», а також національну збірну Швейцарії. Срібний призер Олімпійських ігор 1924.

## Клубна кар'єра
Виступав у складі клубу «Нордштерн». Зокрема, уже грав у команді в сезоні 1919/20. В 1924 році став з командою срібний призером чемпіонату Швейцарії. Грав у команді включно до сезону 1925/26.
Із сезону 1926/27 років грав у іншій команді з Базеля — «Конкордії». В сезоні 1928/29 дійшов з командою до півфіналу кубка Швейцарії, де його клуб поступився «Уранії» (1:2).
У сезоні 1929/30 Карл Еренбольгер уже знову виступав в команді «Нордштерн». Грав у команді як мінімум до сезону 1932/33, перейшовши наприкінці кар'єри на позицію захисника.

## Виступи за збірну
1924 року дебютував в офіційних матчах у складі національної збірної Швейцарії в поєдинку проти збірної Угорщини (4:2). Протягом кар'єри у національній команді, яка тривала до 1929 року, провів у її формі 18 матчів і забив 1 гол.
У складі збірної був учасником футбольного турніру на Олімпійських іграх 1924 року в Парижі, де разом з командою здобув «срібло». У дуже представницькому турнірі швейцарці неочікувано зуміли дістатись фіналу змагань. У першому раунді команда легко перемогла збірну Литви (9:0). В 1/8 швейцарці лишили за бортом змагань одного з фаворитів турніру збірну Чехословаччини — 1:1 в першому матчі і 1:0 у переграванні завдяки голу Робера Паше на 87-й хвилині. В 1/4 фіналу був переможений ще один сильний суперник — збірна Італії з рахунком 2:1. В півфіналі Швейцарія обіграла збірну Швеції (2:1), але у фіналі поступилась команді Уругваю з рахунком 0:3. Еренбольгер виступав на позиції правого крайнього нападника у п'яти матчах турніру (крім перегравання з Чехословаччиною).

## Титули і досягнення
- Срібний призер чемпіонату Швейцарії (1):

«Нордштерн»: 1923–1924
- Срібний олімпійський призер (1):

Швейцарія: 1924